# اس‌اس سوفوکل (۱۹۲۱)
اس‌اس سوفوکل (۱۹۲۱) (به انگلیسی: SS Sophocles (1921)) یک کشتی بود که طول آن ۵۰۰ فوت ۳ اینچ (۱۵۲٫۴۸ متر) بود. این کشتی در سال ۱۹۲۱ ساخته شد.